# I quattro della scuola di polizia
I quattro della scuola di polizia (21 Jump Street) è una serie televisiva statunitense in 103 episodi trasmessi per la prima volta nel corso di 5 stagioni dal 1987 al 1991.
È una serie poliziesca creata da Stephen J. Cannell, già ideatore di A-Team, Ralph supermaxieroe e Agenzia Rockford. La serie era stata cancellata da Fox al termine della quarta stagione; ne venne poi realizzata una quinta che andò in onda su network locali statunitensi, ma il cast subì diverse variazioni (tra gli altri, lasciò il cast Johnny Depp per intraprendere la sua carriera cinematografica girando Cry Baby) e la serie chiuse dopo la fine della quinta stagione.
È il primo prodotto della saga di Jump Street.

## Trama
Los Angeles, al dipartimento di polizia "21 Jump Street", specializzato in casi inerenti ai minorenni, ogni agente della squadra è stato reclutato anche per il suo aspetto giovanile, ideale per le operazioni di infiltrazione tra gli adolescenti.

## Episodi
| Stagione         | Episodi | Prima TV USA | Prima TV Italia |
| ---------------- | ------- | ------------ | --------------- |
| Prima stagione   | 13      | 1987         | 1990            |
| Seconda stagione | 22      | 1987-1988    |                 |
| Terza stagione   | 20      | 1988-1989    |                 |
| Quarta stagione  | 26      | 1989-1990    |                 |
| Quinta stagione  | 22      | 1990-1991    |                 |

## Personaggi e interpreti

### Personaggi principali
- Ufficiale Judy Hoffs (98 episodi, 1987-1991), interpretato da Holly Robinson Peete.
- Capitano Adam Fuller (96 episodi, 1987-1991), interpretato da Steven Williams.
- Agente Doug Penhall (88 episodi, 1987-1990), interpretato da Peter DeLuise.
- Agente Tom Hanson (80 episodi, 1987-1990), interpretato da Johnny Depp.
- Agente Harry Truman Ioki (80 episodi, 1987-1990), interpretato da Dustin Nguyen.
- Sal 'Blowfish' Banducci (42 episodi, 1987-1990), interpretato da Sal Jenco.

### Personaggi secondari
- Agente Anthony "Mac" McCann (20 episodi, 1990-1991), interpretato da Michael Bendetti.
- Agente Dennis Booker (18 episodi, 1988-1989), interpretato da Richard Grieco.
Entrato nel cast della seconda stagione, è poi diventato il protagonista dello spin-off Booker.
- Agente Watts (12 episodi, 1987), interpretato da Marc Wasserman.
- Agente Joey Penhall (11 episodi, 1989-1991), interpretato da Michael DeLuise.
- Dorothy (9 episodi, 1987-1989), interpretato da Gina Nemo.
- Clavo (8 episodi, 1990), interpretato da Tony Dakota.
- Jackie Garrett (6 episodi, 1988-1989), interpretato da Yvette Nipar.
- Giudice (6 episodi, 1987-1990), interpretato da Jay Brazeau.
- Breeze (6 episodi, 1987-1990), interpretato da Blu Mankuma.
- Delucca (6 episodi, 1987-1991), interpretato da Kevin McNulty.
- Chapman (6 episodi, 1987-1991), interpretato da Don S. Davis.
- Gang Banger (6 episodi, 1987-1990), interpretato da Richard Leacock.
- Capitano Richard Jenko (5 episodi, 1987), interpretato da Frederic Forrest.
- Joyce Booker (5 episodi, 1987-1989), interpretato da Linda Darlow.
- Assistente del procuratore distrettuale Brabeck (5 episodi, 1987-1989), interpretato da Jerry Wasserman.
- Poliziotto (5 episodi, 1988-1990), interpretato da Don MacKay.
- Tony Boyd (5 episodi, 1987-1990), interpretato da Dwight McFee.
- Coach Watson (5 episodi, 1987-1989), interpretato da Terry David Mulligan.
- Capitano Arthur Macormick (5 episodi, 1989-1991), interpretato da Tim Henry.
- Mr Cunningham (5 episodi, 1987-1990), interpretato da Morris Panych.
- Alex Aleksovski (5 episodi, 1987-1990), interpretato da Ken Douglas.

### Guest star
- Bridget Fonda
- Sherilyn Fenn
- Jason Priestley
- Josh Brolin
- Brad Pitt
- Christina Applegate
- Vince Vaughn
- Blair Underwood
- John Waters
- Shannen Doherty
- Rosie Perez
- Kareem Abdul-Jabbar
- Tim Russ
- Thomas Haden Church
- Jada Pinkett Smith

## Produzione
Come per molte altre serie televisive statunitensi, anche "21 Jump Street", pur ambientata a Los Angeles, è stata interamente girata nella città di Vancouver (Columbia Britannica, Canada).
Durante la sigla di apertura di ogni episodio, se si fa attenzione allo scorrere delle immagini, si notano due particolari che fanno capire la reale "location").
Nella sigla d'apertura della prima stagione, su un autobus in transito, nel display luminoso si può chiaramente leggere la destinazione: "Hastings" che sta per "Hastings Street", via del centro di Vancouver.
Nella sigla di apertura della seconda stagione, scritta da Liam Sternberg e cantata da Holly Robinson Peete, si vede chiaramente transitare un convoglio della linea metropolitana dello "Skytrain", sistema di trasporto pubblico di Vancouver.

## Film
Nel marzo del 2012 uscì nelle sale statunitensi (giugno in Italia) 21 Jump Street, adattamento cinematografico della serie TV, diretto da Phil Lord e Christopher Miller e prodotto da Columbia Pictures e Metro-Goldwyn-Mayer. Protagonisti del film sono Channing Tatum e Jonah Hill. Johnny Depp, Peter DeLuise e Holly Robinson Peete, tra gli interpreti principali della serie TV, appaiono in camei.